# Wouter Prins
Wouter Prins (Winschoten, 6 febbraio 2004) è un calciatore olandese, difensore del Groningen.

## Caratteristiche tecniche
È un terzino sinistro.

## Carriera
Prins è cresciuto nel settore giovanile del Groningen ed ha debuttato in prima squadra il 20 ottobre 2023 nell'incontro di Eerste Divisie perso 2-1 contro il De Graafschap. Esattamente un mese più tardi ha firmato il suo primo contratto professionistico valido fino al 30 giugno 2027; al termine della stagione 2023-2024 conquista la promozione in prima divisione, categoria in cui esordisce durante la stagione 2024-2025.

## Statistiche

### Presenze e reti nei club
Statistiche aggiornate al 14 ottobre 2024.
| Stagione        | Squadra         | Campionato      | Campionato | Campionato | Coppe nazionali | Coppe nazionali | Coppe nazionali | Coppe continentali | Coppe continentali | Coppe continentali | Altre coppe | Altre coppe | Altre coppe | Totale | Totale | Totale |
| Stagione        | Squadra         | Comp            | Pres       | Reti       | Comp            | Pres            | Reti            | Comp               | Pres               | Reti               | Comp        | Pres        | Reti        | Pres   | Reti   |        |
| --------------- | --------------- | --------------- | ---------- | ---------- | --------------- | --------------- | --------------- | ------------------ | ------------------ | ------------------ | ----------- | ----------- | ----------- | ------ | ------ | ------ |
| 2023-2024       | Groningen       | 1D              | 15         | 0          | CO              | 4               | 0               | -                  | -                  | -                  | -           | -           | -           | 19     | 0      |        |
| 2024-2025       | Groningen       | ED              | 5          | 0          | CO              | 0               | 0               | -                  | -                  | -                  | -           | -           | -           | 5      | 0      |        |
| Totale carriera | Totale carriera | Totale carriera | 20         | 0          |                 | 4               | 0               |                    | -                  | -                  |             | -           | -           | 24     | 0      |        |